# Paul Falconer Poole
Pour les articles homonymes, voir Poole (homonymie).
 Paul Falconer Poole (1807-1879) est un peintre anglais de scène de genre. Bien qu'autodidacte, son sens aigu pour la couleur, sa sympathie poétique et son pouvoir dramatique ont valu à Poole une position élevée parmi les artistes britanniques.

## Début de la vie
Paul Falconer Poole est né le 28 décembre 1807  au 43 College Street à Bristol, en Angleterre. Il est le quatrième fils de James Paul Poole, un marchand de charbon de Bristol.

## Carrière
Poole expose sa première œuvre à la Royal Academy à l'âge de vingt-cinq ans, son sujet The Well, une scène à Naples.  Il a fallu attendre sept ans avant qu'il présente sa prochaine peinture intitulée  Farewell, Farewell en 1837, qui a été suivie par Emigrant's Departure, Hermann and Dorothea et By the Waters of Babylon. C'est en 1843,  que sa position a été assurée par son œuvre Salomon Eagle, et par son succès à l'exposition de dessins, dans laquelle il a reçu de la part de the Fine Art Commissioners un prix de 300 £.
Après son exposition Surrender of Syon House, il est élu associé de la Royal Academy en 1846, et est nommé académicien en 1861. Dans les années 1850, il habitait au 43 Camden Road Villas (aujourd'hui le 203 Camden Rd) près de Camden Town à Londres.

## Vie privée
Poole était un ami proche de l'artiste paysagiste Thomas Danby (c. 1818-1886) avec qui il a partagé une maison à Hampstead, à Londres pendant un certain temps. 

## Décès

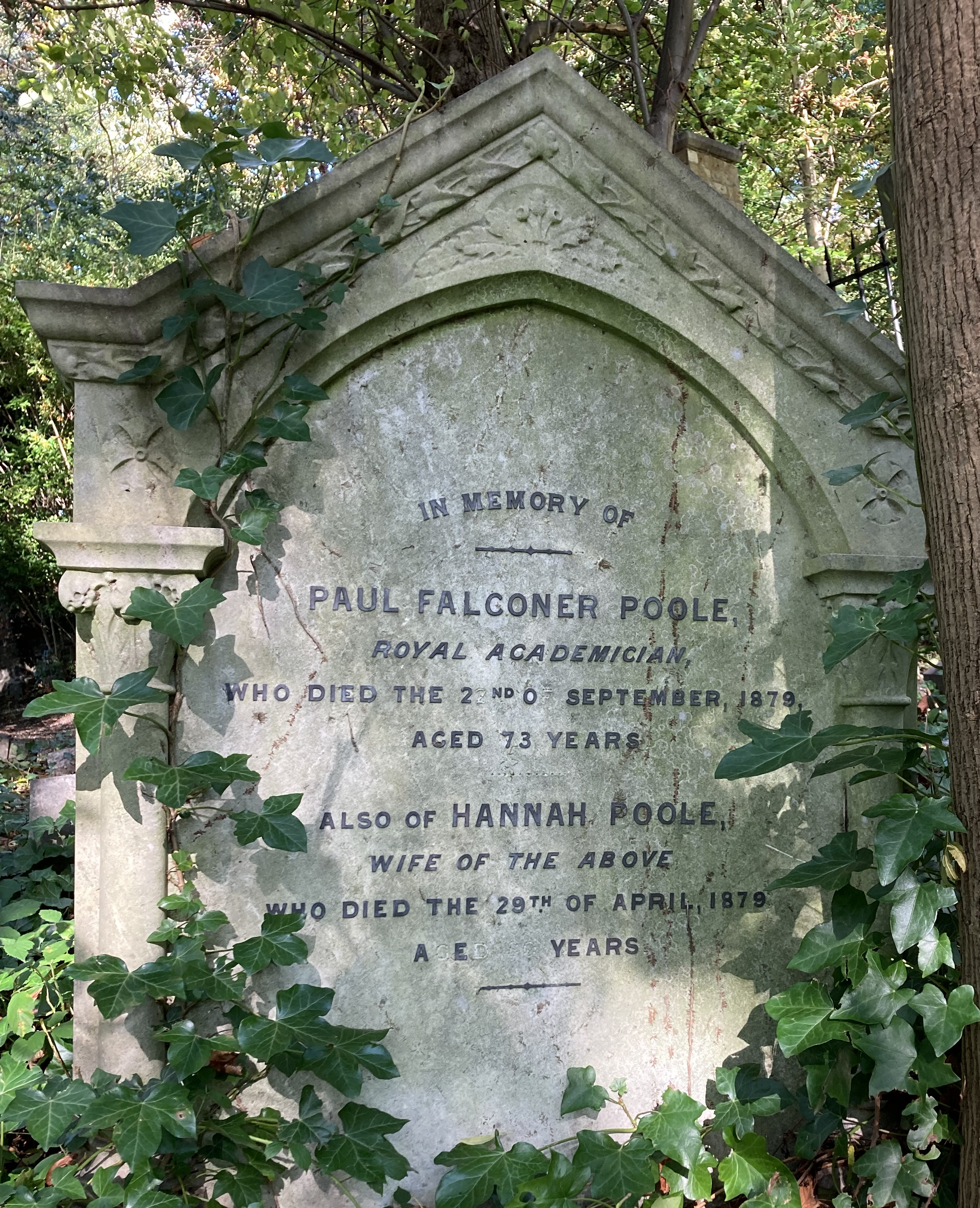
Tombe de Paul Falconer Poole dans le cimetière de Highgate

Poole décède le 22 septembre 1879  et a été enterré du côté est du cimetière de Highgate à Londres.

## Style

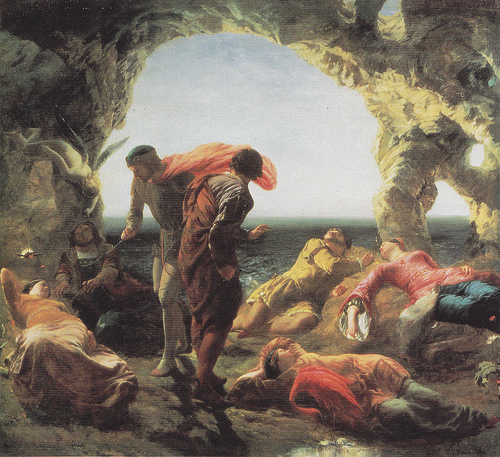
Une scène de la tempête (1856)

Les sujets des œuvres de Poole peuvent être autant classés idylliques que dramatiques. Son œuvre May Day (1852) est un exemple typique de ses œuvres idylliques. Ces deux styles étaient représenté lors d'une exposition à la maison Burlington durant l'hiver 1883-1884. Parmi ses premiers tableaux dramatiques figurait Solomon Eagle exhorting the People to Repentance during the Plague of 1665, peint en 1843. Avec son œuvre Podigal son de 1869 il est au plus haut de sa carrière artistique. Il démontre une grande puissance picturale beaucoup plus mature que  dans ses œuvres précédentes. Il en est de même pour les tableaux :  the Escape of Glaucus and lone with the blind girl Nydia from Pompeii (1860); and Cunstaunce sent adrift by the Constable of Alla, King of Northumberland, (1868). 
The Seventh Day of the Decameron, peint en 1857 illustre une part de son art tout aussi belle bien que moins prestigieuse. En effet, dans cette œuvre picturale, Poole déploie tout son talent de coloriste.
Dans ses pastorales, comme dans The Mountain Path (1853), les Water-cress Gatherers (1870), le Shepston Maiden (1872) il peint de façon douce et tendre. Mais quand il se tourne vers les vues plus grandioses et plus sublimes de la nature, son travail est plus audacieux et vigoureux. De beaux exemples de ce style peuvent être vus dans la Vision of Ezekiel à la National Gallery, Solitude (1876), the Entrance to the Cave of Mammon  (1875), la Dragon's Cavern (1877), et peut-être le plus beau : The Lion in the Path (1873), une grande représentation de la forme des montagnes et des nuages.